# Svenska i gymnasieskolan
För svenska i skolor utanför Sverige, se Svenskundervisning, Andra inhemska språket och Svenska som andraspråk.
Skolämnet svenska i den svenska gymnasieskolan är indelat i kurserna 1, 2, och 3. Alla tre kurserna är obligatoriska på samtliga högskoleförberedande program och krävs för grundläggande behörighet till högskolan. På yrkesförberedande program är endast svenska 1 obligatoriskt. Förutom grundkurserna finns även fördjupningskurser i litteratur, retorik och skrivande.

## Kurser

### Svenska 1
Svenska 1 omfattar 100 gymnasiepoäng.

### Svenska 2
Svenska 2 omfattar 100 gymnasiepoäng och är en fortsättningskurs på Svenska 1.

### Svenska 3
Svenska 3 omfattar även den 100 gymnasiepoäng och är en fortsättningskurs på Svenska 1 och Svenska 2.